# Schaumpilz
Beim Schaumpilz, einer vor dem Mund von Leichen befindlichen Ansammlung von weißlichem bis rosarotem feinblasigem Schaum, handelt es sich um ein rechtsmedizinisches Zeichen für den Tod durch Ertrinken, das sich durch Atembewegungen und damit bedingte Aspirationen als sog. vitale Reaktion vor Mund (und evtl. Nase) durch die postmortale Verkleinerung des Lungenvolumens bildet. Auch beim Tod durch Würgen und Drosseln oder durch Opioidintoxikation kann ein Schaumpilz aus den Atemöffnungen treten.
Durch die zuletzt vergeblichen angestrengten Atembewegungen kommt es zu einer feinblasigen Verquirlung des aspirierten Wassers mit der im Bronchialbaum vorhandenen Restluft und dem vermehrt gebildeten Bronchialsekret, dessen Eiweißreichtum zu einer Verfestigung des Schaumpilzes führt. Bei Ertrinken in Salzwasser findet sich darin auch die Flüssigkeit des entstandenen Lungenödems.